# Брілліан Кіпкоеч
Брілліан Джепкорір Кіпкоеч (англ. Brillian Jepkorir Kipkoech; нар. 1 березня 1995) — кенійська легкоатлетка, яка спеціалізується у бігу на довгі дистанції.
17 жовтня 2020 була дев'ятою на чемпіонаті світу з напівмарафону (1:06.56) та здобула «срібло» у складі кенійської збірної у командному заліку.

## Основні міжнародні виступи
| Рік  | Змагання                        | Місто        | Місце | Дисципліна   | Примітки    |
| ---- | ------------------------------- | ------------ | ----- | ------------ | ----------- |
| 2011 | Чемпіонат світу з кросу         | Пунта-Умбрія | 9     | забіг U20    |             |
| 2012 | Чемпіонат світу серед юніорів   | Барселона    | 5     | 3000 м       |             |
| 2020 | Чемпіонат світу з напівмарафону | Гдиня        | 9     | напівмарафон | [ 1 ] [ 2 ] |